# SN 2001ij
SN 2001ij – supernowa typu II-P odkryta 21 listopada 2001 roku w galaktyce M+00-07-84. W momencie odkrycia miała maksymalną jasność 20,70m.